# Synagoge Glockengasse

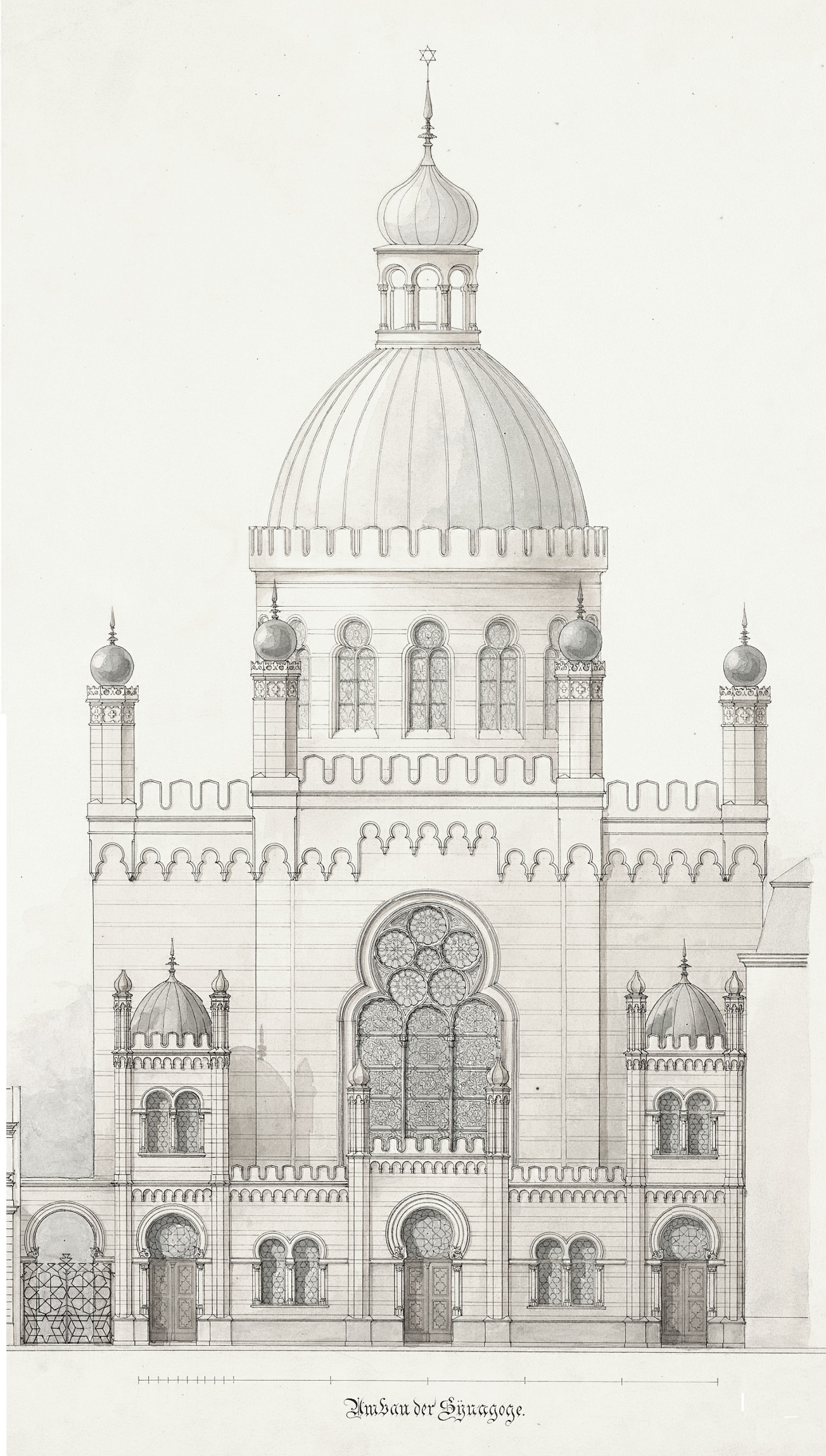
Kölner Synagoge in der Glockengasse

Die Synagoge Glockengasse war eine Synagoge in der Stadt Köln, die nach Plänen des Dombaumeisters Ernst Friedrich Zwirner erbaut wurde. Sie wurde auf dem Grundstück des früheren Klarissenklosters St. Maria im Tempel an der Glockengasse  Nr. 5–7 errichtet. Die gesamten Kosten wurden durch den Bankier und Mäzen Abraham Freiherr von Oppenheim getragen. Die Grundsteinlegung erfolgte am 30. Juni 1857. Am 29. August 1861 wurde sie eingeweiht.
Im Jahr 1867 brannte die Synagoge aus und wurde nach den ursprünglichen Plänen rekonstruiert. Während der Novemberpogrome 1938 wurde sie ebenso wie andere Kölner Synagogen zerstört. Heute erinnert eine Bronzetafel an der Fassade des Opernhauses am Rande des Offenbachplatzes an den ehemaligen Standort der Synagoge.

## Architektur

### Grundriss

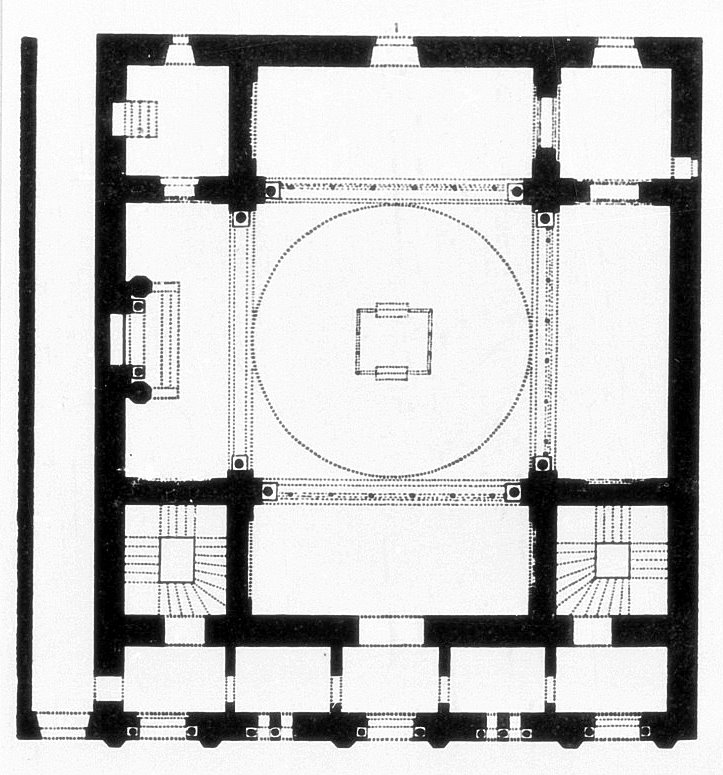
Grundriss der Kölner Synagoge in der Glockengasse

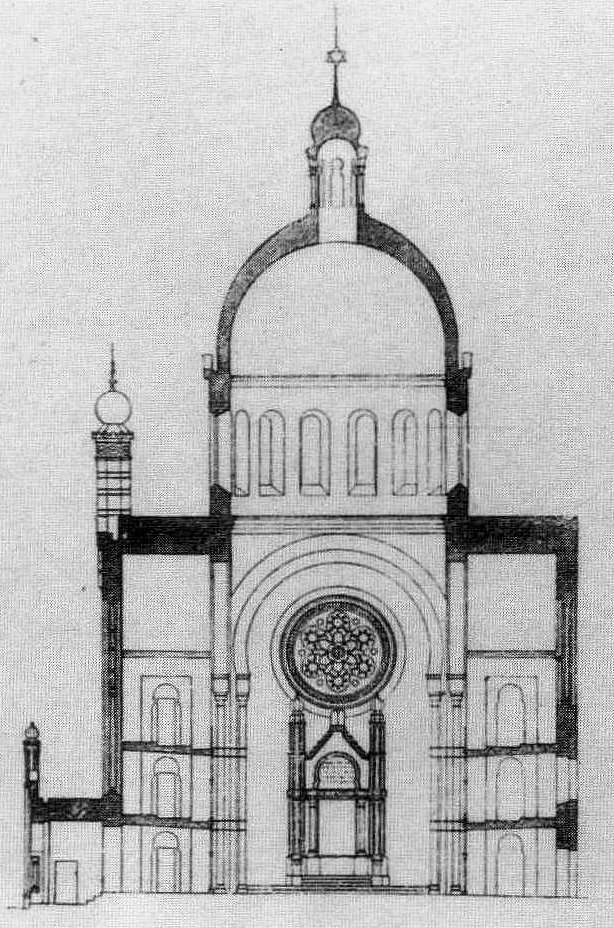
Querschnitt der Kölner Synagoge in der Glockengasse

Sie war das früheste Beispiel für einen Zentralbau über einem griechischen Kreuz, der überkuppelt war. Die vier Kreuzarme der Synagoge in der Glockengasse wiesen, ähnlich wie in byzantinischen Bauten, dieselben Maße auf. Durch die Verbindung der Kreuzform mit einem Quadrat entwickelten sich an den Ecken Zwickelräume. Die nördlichen Zwickelräume an der Fassadenseite der Synagoge dienten als Treppenhäuser für die Frauenemporen.
Aus dem Grundriss der Kölner Synagoge ist zu erkennen, dass die Kuppel in das mittlere Quadrat eingeschrieben war, wobei in der Mitte des Quadrats die Bima stand. Die zentrale architektonische Position der Bima demonstrierte, dass die Gemeinde doch noch an den alten Vorstellungen festhielt, wohingegen die neue Kölner Synagoge an der Roonstraße eine andere Raumaufteilung zeigt, die auf der Grundlage des Reformgedankens entwickelt worden war.
Ein niedrigerer Bautrakt der Vorhalle mit fünf Räumen war dem quadratischen Baukörper zur Straßenseite hin vorgebaut worden. Die fünf Räume dienten als Zugang zu den Treppen der Frauenemporen, als Eingangsportal für die Männer zur Hauptsynagoge und als Wohnung für den Synagogendiener.

### Außenarchitektur

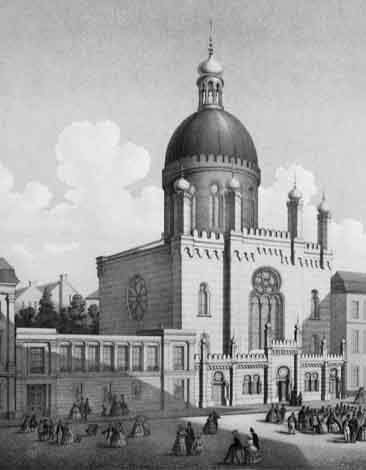
Kölner Synagoge in der Glockengasse im 19. Jahrhundert

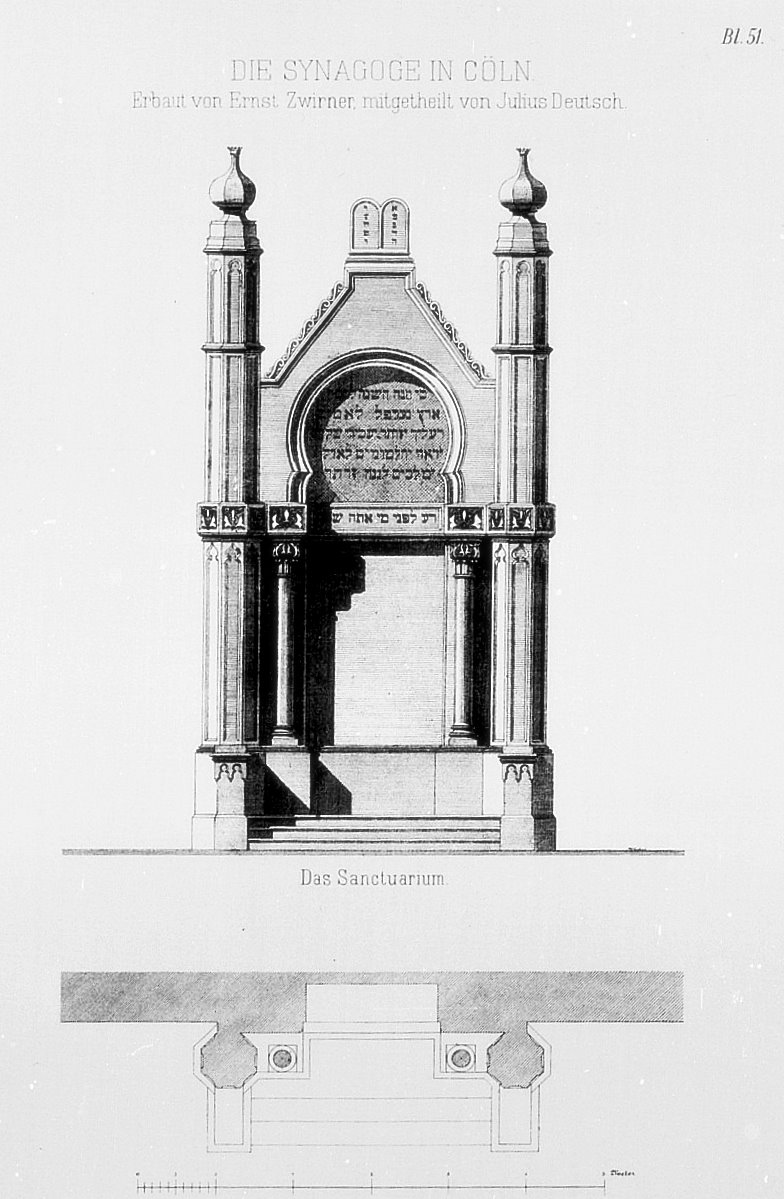
Der Toraschrein (Aaron haKodesch)

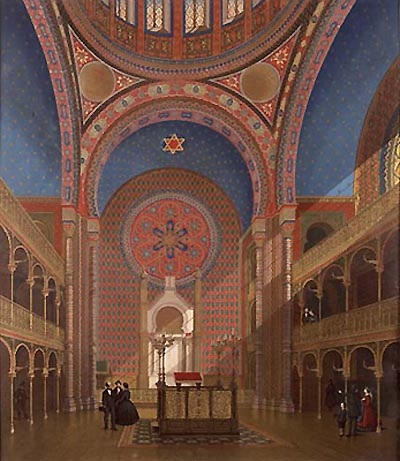
Innenraum der Synagoge mit Frauenemporen, durchfenstertem Tambour und Bima-Pult

Ein höherer vorspringender Mittelrisalit wurde zu beiden Seiten mit Seitentrakten flankiert und trug als oberen Abschluss einen Zinnenkranz. Zwirner verwendete vier kleine minarettähnlich überkuppelte Türmchen als Aufsätze oberhalb des Gesims, im Gegensatz zur Synagoge der IKG in der Tempelgasse 3 in Wien, deren Türmchen säulenähnliche Pfeiler krönen.
Die Rosette des großen Fensters an der Fassade ist gotisch beeinflusst. Auf einem hohen durchfensterten Tambour über der Vierung erhebt sich eine Kuppel; diese schloss mit einer Laterne und einer aufsitzenden Zwiebelkuppel ab.

### Innenarchitektur
Die Synagoge war ein Zentralbau über einem griechischen Kreuz, der überkuppelt war. Die vier gleich langen, byzantinischen Kreuzarme der Synagoge in der Glockengasse waren mit Tonnengewölben bedeckt, wobei das Baugerippe, die Stützen und Bögen aus Gusseisen bestanden. Abgesehen von dem Ostarm waren die anderen drei Kreuzarme mit doppelgeschossigen Emporen ausgestattet worden, während sich der Aron haKodesch (Toraschrein) im östlichen Kreuzarm befand, wobei die Wand des östlichen Kreuzarms sowie die vier großen Bögen, die die Kuppel stützten, mit Stuckatur des Josef Hartzheim in einem Rautenmuster und mit einem Motiv der verschlungenen Vierecke dekoriert worden und von Friedrich Petri aus Gießen in blau, rot und gold bemalt worden war. Die Stuckaturen entsprachen den bemalten Stuckaturen der Alhambra-Räume.
Die Frauenemporen wurden jeweils von sechs Säulen gestützt, die aufgrund der Eisenkonstruktion eine sehr feine und zierliche Form hatten, wobei die Emporenbalustrade mit Stuckatur des Hartzheim dekoriert worden und von Petri in einem Goldton bemalt worden war.
Die Kuppel und die Tonnengewölbe waren die einzigen Baukörper, die nicht mit Stuck versehen worden waren. Diese waren von Petri blau bemalt und mit goldenen Sternen übersät worden.
Den Aron haKodesch schuf der Kölner Bildhauer Stephan, wobei er weißen Carrara-Marmor verwendete und einen Hufeisenbogen in die Mitte des Schreins setzte. Weiterhin kamen bei Stephan die Kapitelle aus der Alhambra und die minarettähnlichen Turmaufsätze mit Zwiebelkuppeln der Außenfassade hier beim Aron haKodesch zum Einsatz. Das Wasserbecken der Mikwe im Untergeschoss wurde auch von Stephan geschaffen und war aus dem gleichen Marmor wie der Aron haKodesch.